# Drucksensitive Farbe

Die aktive drucksensitive Schichte wird mit UV-Licht angeregt und emittiert im sichtbaren Bereich Licht. Es werden zwei Wellenlängen emittiert, über welche das Intensitätsverhältnis aus sauerstoffsensitiven Molekülen und Referenzmolekülen gebildet wird.

Drucksensitive Farbe (englisch pressure sensitive paint, PSP) ist ein Messverfahren, um lokale Druckverteilungen an Grenzflächen sichtbar zu machen. Vorteil dieser Messmethode ist, dass keine störenden Sensoren das Strömungsfeld beeinflussen.

## Funktionsweise
In einer dünnen Farbschicht sind fluoreszierende Moleküle in einer sauerstoffdurchlässigen Matrix gebunden und werden durch Licht einer bestimmten Wellenlänge angeregt. Das Fluoreszenzlicht wird durch Farbkameras erfasst. Lokaler Druck erhöht über die Aktivität des Sauerstoffs die Fluoreszenzlöschung. Die Intensität des Streulichts ist dadurch umgekehrt proportional zum lokalen Druck. Durch Anbringen einer Wandbohrung und lokale Druckmessung kann der Effekt kalibriert werden. Zudem ist es möglich, die Kalibrierung durch Einbringen von Referenzmolekülen durchzuführen. Diese reagieren nicht auf Sauerstoff und emittieren Licht in einer anderen Wellenlänge (spektrale Separation) als die sauerstoffsensitiven Moleküle. Dies hat den Vorteil, dass auch bei komplexen Oberflächen Messungen durchgeführt werden können, obwohl das Licht je nach Eintreffwinkel unterschiedlich starke Fluoreszenzlöschung hervorruft.
Das Verfahren kommt in Windkanälen zum Einsatz und erreicht Genauigkeiten zwischen 0,1 und 1,5 bar. Im Vergleich zu anderen Verfahren bietet es den Vorteil einer flächigen Messung und geringer Strömungsbeeinflussung. Zudem muss die Position der Druckaufnehmer nicht vorher bekannt sein, da die gesamte Oberfläche auf einmal vermessen wird.
Während das klassische Verfahren stationäre oder sich niederfrequent ändernde Druckverteilungen detektiert, ermöglichen LED und Hochgeschwindigkeitskameras die Aufnahme von Druckfluktuationen mit bis zu 20 kHz. Diese Daten müssen automatisiert ausgewertet werden.